# Alexandre Goulley de Boisrobert
Pour les articles homonymes, voir Boisrobert (homonymie).
Alexandre Goulley de Boisrobert, né à Rouen dans la seconde moitié du XVIIe siècle et mort à Paris en 1727, est un religieux catholique français, historien de la musique et de la littérature.

## Biographie
Goulley de Boisrobert embrassa l’état ecclésiastique et devint bibliothécaire du cardinal d’Estrées, fonction qui lui permit de se livrer à son goût pour les lettres et les arts, qu’il cultivait en homme savant.
Reçu, en 1716, membre de l’Académie des inscriptions et belles-lettres, il présenta à cette compagnie deux curieux et intéressants Mémoires, l’un sur l’histoire des anciens poètes de Sicile, l’autre sur l’origine des instruments à vent, Mémoires tous deux mentionnés dans le Recueil de l’Académie des Inscriptions, t. 5 et sur quelques difficultés touchant le lieu de la naissance de Daphnis. Il fut exclu et sa place déclarée vacante en 1727.
L’abbé Goulley avait entrepris de former une Bibliothèque des auteurs normands.

## Sources
- Théodore-Éloi Lebreton, Biographie rouennaise, Rouen, Le Brument, 1865, p.  163.